# Maison-musée de Leopold et Mstislav Rostropovich
La maison-musée de Leopold et Mstislav Rostropovich est un musée installé dans l’immeuble où la famille Rostropovitch a vécu à Bakou de 1925 à 1931.

## Histoire

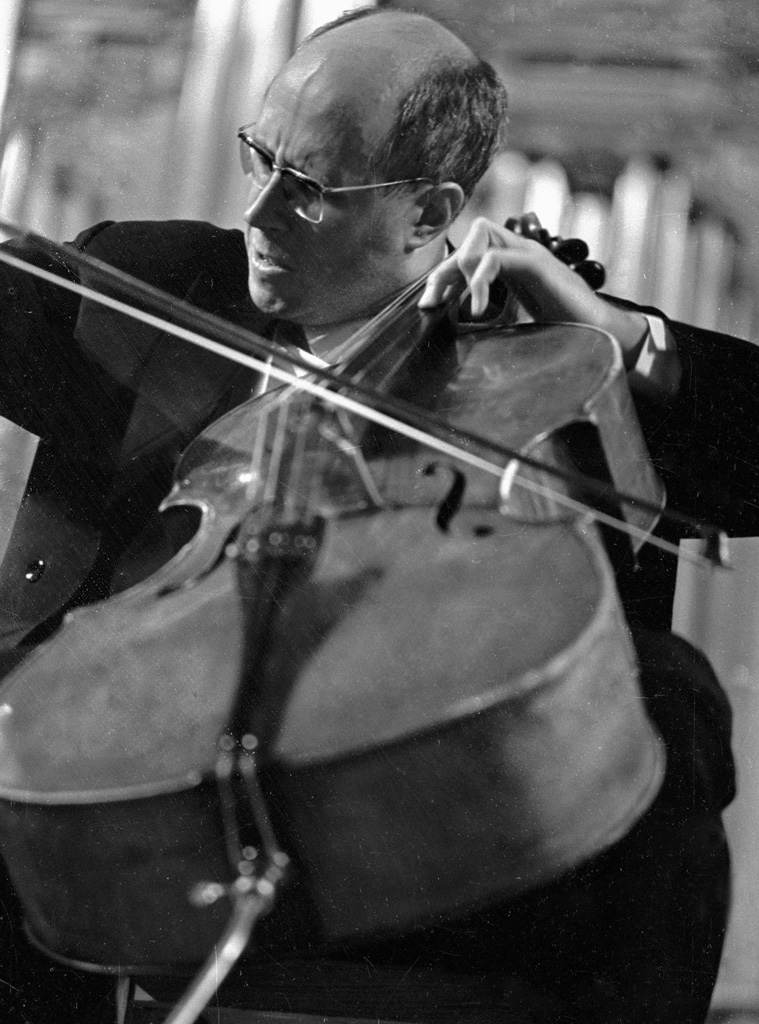
Mstislav Rostropovitch

La maison-musée de Leopold et Mstislav a été créée en 1998 dans l’immeuble où la famille Rostropovitch a vécu pendant son séjour à Bakou de 1925 à 1931. Leopold Rostropovitch a été invité à Bakou en 1925 par le compositeur azerbaïdjanais Uzeyir Hajibeyov. Leopold Rostropovitch a accepté l’invitation et toute la famille a déménagé à Bakou où lui et sa femme ont commencé à enseigner à l'Académie de musique Hajibeyov de Bakou.
Le 27 mars 1927, le violoncelliste, pianiste et chef d’orchestre Mstislav Rostropovitch est né dans cette maison. La rue où le musée est maintenant situé porte le nom de Leopold Rostropovich. Le musée a été ouvert aux visiteurs en 2002. Mstislav Rostropovitch lui-même était présent au cours de la cérémonie d’ouverture du musée avec sa femme Galina Vichnevskaïa et un grand nombre d’invités.

## Structure
La collection principale de la maison-musée contient plus de 5 000 pièces. De nombreux objets ayant appartenu à la famille de Rostropovitch y sont exposés. Dans la maison, il y a un tapis et les meubles de la fin du XIXe siècle au début du XXe siècle. Le musée se compose de quatre chambres et un couloir. Toutes les salles du musée sont consacrées à la créativité M. Rostropovitch et des périodes spécifiques dans sa vie.

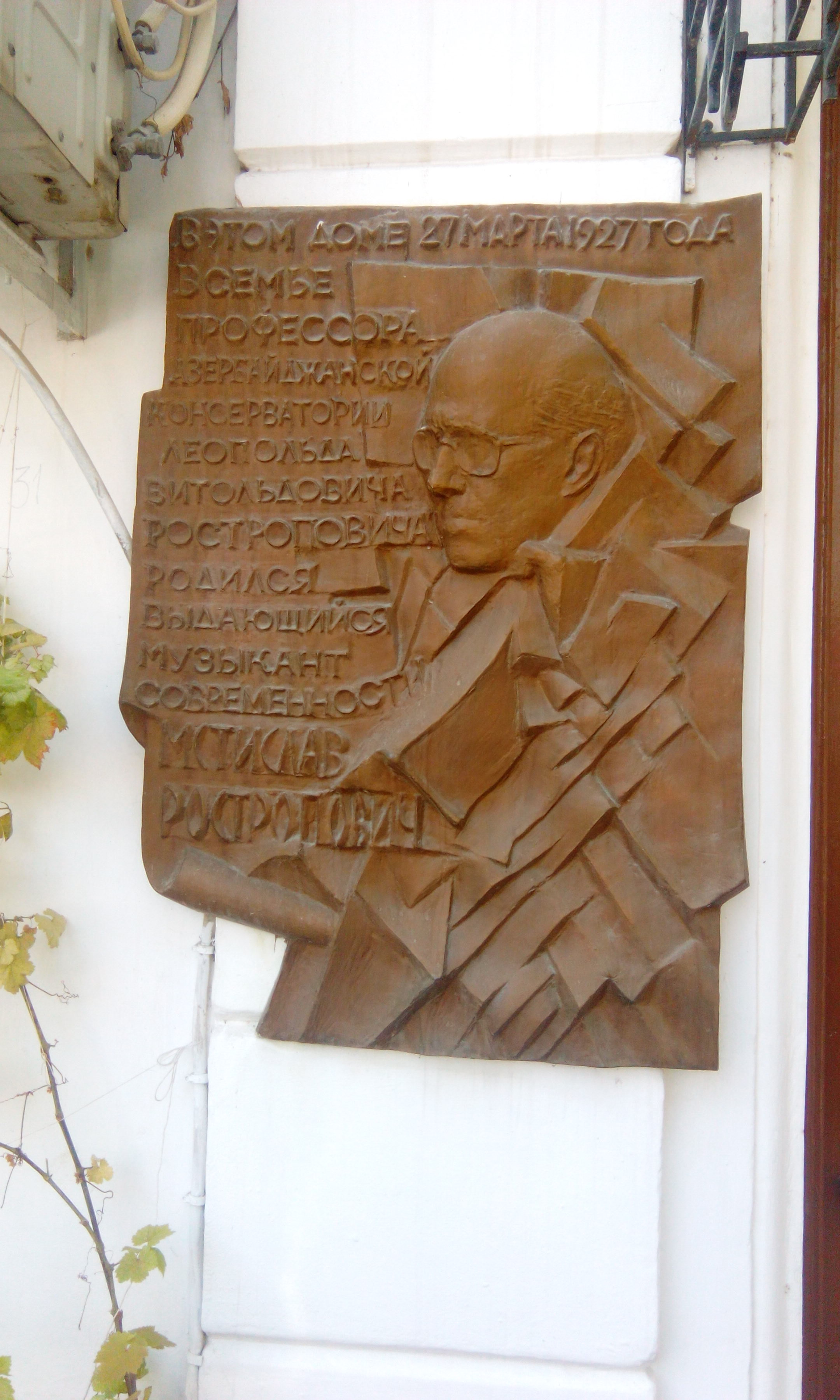
Plaque apposée sur la maison-musée
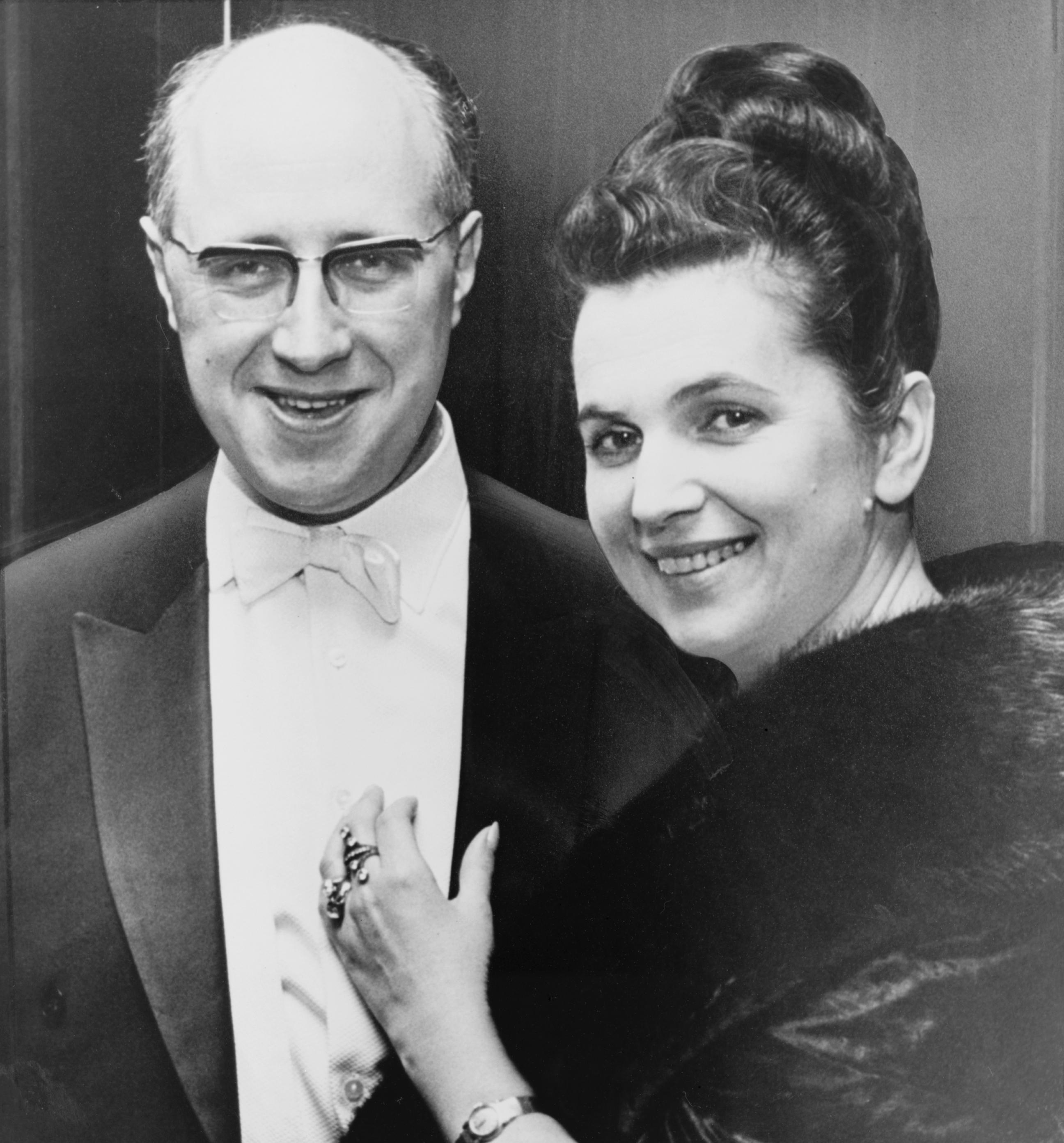
Mstislav Rostropovitch avec sa femme Galina Vichnevskaia en 1965